# Матвеев, Владимир Иванович (1911)
Владимир Иванович Матвеев (1911 —1942) — капитан Рабоче-крестьянской Красной Армии, лётчик-истребитель, командир истребительного авиационного полка, участник обороны Ленинграда, Великой Отечественной войны, Герой Советского Союза (1941).

## Биография
Владимир Матвеев родился 27 октября 1911 года в Санкт-Петербурге. После окончания пяти классов школы работал слесарем на фабрике. В 1930 году Матвеев был призван на службу в Рабоче-крестьянскую Красную Армию. В 1931 году он окончил Ленинградскую военно-теоретическую школу лётчиков, в 1933 году — Борисоглебскую военную авиационную школу пилотов. Участвовал в боях советско-финской войны. С начала Великой Отечественной войны — на её фронтах, командовал эскадрильей 154-го истребительного авиаполка 39-й истребительной авиадивизии ВВС Северного фронта (до 09.08.1941)
Особо отличился во время боёв под Ленинградом. 8 июля 1941 года, отражая очередной авианалёт, Матвеев израсходовал весь боекомплект и пошёл на воздушный таран, сбив вражеский самолёт. После этого Матвееву удалось приземлить свой самолёт на аэродроме.
Указом Президиума Верховного Совета СССР «О присвоении звания Героя Советского Союза начальствующему составу Красной Армии» от 22 июля 1941 года за «образцовое выполнение боевых заданий командования на фронте борьбы с германским фашизмом и проявленные при этом отвагу и геройство» капитан Владимир Матвеев был удостоен высокого звания Героя Советского Союза с вручением ордена Ленина и медали «Золотая Звезда».
с 09.08.1941 - командир 158 иап 39 иад ВВС Северного фронта, с 23.08.1941 - командир 158 иап 39 иад ВВС Ленинградского фронта, с 21.09.1941 - командир 158 иап 7 ИАК ПВО, с 27.10.1941 на перевооружении в УТЦ Ленинградского фронта (г.Сокол Вологодской области) для переучивания на американские истребители "Томагаук". 22.11.1941 полк получил 22 самолета "Томагаук", 23.12.1941 первая группа из 9 самолетов прибыла на фронт (аэр.Левашово), с 25.12.1941 группа приступила к выполнению боевых задач. 31.12.1941 полк имел в своем составе 20 самолетов "Томагаук", из них 7 неисправных.
1 января 1942 года Матвеев погиб в воздушном бою, прикрывая «Дорогу жизни». Похоронен на Северном кладбище Санкт-Петербурга.
Был также награждён медалью "Золотая Звезда".